# آنتونیو پورچینو
آنتونیو پورچینو (انگلیسی: Antonio Porcino؛ زادهٔ ۳۰ مهٔ ۱۹۹۵) بازیکن فوتبال اهل ایتالیا است.
از باشگاه‌هایی که در آن بازی کرده‌است می‌توان به باشگاه فوتبال رجینا و باشگاه فوتبال لیورنو اشاره کرد.